# Desa Petir (administrativ by i Indonesien, Jawa Barat, lat -6,93, long 107,11)
Desa Petir är en administrativ by i Indonesien.   Den ligger i provinsen Jawa Barat, i den västra delen av landet, 80 km söder om huvudstaden Jakarta.